# Roberto Cambiaghi
Roberto Cambiaghi, detto Bobo (Milano, 23 gennaio 1947 – Milano, 28 ottobre 2016), è stato un pilota automobilistico italiano, vincitore del campionato italiano rally 1975  su Fiat 124 Abarth Rally
.

## Palmarès
- Campionato italiano rally: 1
1975 su Fiat 124 Abarth Rally